# سنن ترمذی
جامع ترمذی (به عربی: جامع الترمذی)، که به سنن ترمذی نیز معروف است. این کتاب جزو صحاح سته محسوب می‌شود و یکی از  کتاب‌های مشهور و منبع معتبر اهل سنت می‌باشد. ابوعیسی محمد ترمذی (۲۰۹ - ۲۷۹ هجری) گردآوری گردیده‌است. ترمذ نام شهری است که امروزه در ازبکستان و در جوار رود آمو دریا در نزدیکی مرز کشور افغانستان قرار گرفته‌است. تألیف آن را پس از سال ۲۵۰ هجری (۸۶۴/۵ م.) آغاز کرد و در ۱۰ ذی‌الحجهٔ سال ۲۷۰ هجری قمری (۹ ژوئن ۸۸۴ م.) به پایان رساند.

## نام کتاب جامع ترمذی
عنوان کتاب جامع ترمذی این است: «لجامع المختصر من السنن عن رسول الله صلى الله عليه وسلم ومعرفة الصحيح والمعلول وما عليه العمل» این همان چیزی است که شیخ عبدالفتاح ابوغده در کتاب «ت تحقيق اسم الصحيحين وجامع الترمذي،» و «جامع ترمذی » به آن دست یافته و ذکر کرده است که آن را بر روی دو نسخه خطی قدیمی یافته است. 

## تعلیقات بر سنن ترمذی
تحفة الأحوذي شرح جامع الترمذي
معارف السنن شرح جامع الترمذي
العرف الشذي شرح سنن الترمذي
عارضة الأحوذي بشرح جامعة الترمذي لأبي بكر ابن العربي المالكي
النفح الشذي لابن سيد الناس
الكوكب الدري لمولانا رشيد أحمد الكنكوهي
جائزة الأحوذي في التعليقات على شرح الترمذي، لثناء الله المدني، شرح متوسط مختصر، وأحياناً يطوّل.

## توضیحات کتاب
اين كتاب به نام«جامع و نيز سنن» ناميده شده و شامل حدود پنج هزار حديث است. و به پنجاه فصل تقسیم شده است - که به عنوان 46 کتاب مورد بحث است. همچنین به عنوان سنن طبقه بندی شده است که بیانگر آن است که کتاب بر اساس ابواب شرعی مانند طهارت، نماز و روزه... که از پیامبر اسلام نقل شده است، فصل بندی شده است.

## اهتمام علما
حافظ ابوالفضل مقدسی می گوید: از امام ابواسماعیل عبدالله بن محمد انصاری در حرّه - هنگامی که ابوعیسی ترمذی و کتابش پیش از او ذکر شد - شنیدم که می‌فرمود: به من. کتاب او مفیدتر از کتاب بخاری و مسلم است(در علم حدث شناسی) زیرا در کتاب بخاری و مسلم فقط یک متخصص می‌تواند به منفعت برسد، در حالی که در مورد کتاب ابوعیسی هر یک از مردم می توانند به منفعت آن دست یابند.»
شاه ولی الله دهلوی (متوفی 1176ق) گفته است که جامی ترمذی ، سنن ابی داوود و سنن نساعی پس از صحیحین و مواته امام مالک در رتبه دوم قرار دارند.

## شرح‌های کتاب
شرح جامع ترمذی  - شرح ایلال ترمذی - از ابن رجب 
شرح مجموعه احادیث ترمذی اثر الزین العراقی
پاورقی ها شامل توضیح و تصدیق از سنن احمد محمد شاکر
العرف الشادى شرح سنن ترمذى اثر انور شاه کشمیرى
تحفات الاهوذی بی شرح جامع الترمذی، نوشته عبدالرحمن مبارکفوری، چاپ. عبدالرحمن محمد عثمان، 10 ج، بیروت.
فیوض اون نبی، شرح جامی الترمذی (به زبان اردو) اثر «علامه مفتی محمد ارشد القدری»، ناشر طلیم و تربیت، لاهور ، پاکستان

## ترجمه فارسی
کتاب ترجمه فارسی سنن الترمذی (4 جلدی) نوشته امام محمد بن عیسی الترمذی و ترجمه محمدرضا رخشانی است.  این کتاب حدیث در انتشارات حسینی اصل به زیور طبع آراسته شده و نشر شده